# Guilherme Gonçalves
Guilherme Gonçalves – portugalski rugbysta, jednokrotny reprezentant Portugalii w rugby union mężczyzn. Jego jedynym meczem w reprezentacji było spotkanie z Hiszpanią, który został rozegrany 13 kwietnia 1935 w Lizbonie.